# Aelius Théon
Pour les articles homonymes, voir Théon.
Aélius Théon est un sophiste alexandrin qui vécut au Ier siècle de notre ère.

## Œuvres
Théon est l'auteur de plusieurs traités :
- Les Progymnasmata (προγυμνάσματα, « Exercices préparatoires »), qui regroupent des exercices de rhétorique.
- Des commentaires sur Xénophon, Isocrate et Démosthène.

Les Progymnasmata s'inscrivent dans le genre des progymnasmata antiques, manuels scolaires regroupant des exercices destinés aux étudiants qui se préparaient à la profession d'orateur. Les Progymnasmata de Théon sont les plus anciens qui nous soient parvenus. Ils sont en particulier la plus ancienne source antique connue à évoquer la notion d’ekphrasis. Ce traité a été édité par Daniel Heinsius (Leyde, 1626).

### Éditions des œuvres de Théon
- Aélius Théon, Progymnasmata, traduction de Michel Patillon, Paris, Les Belles Lettres, 1997, 353p.,  (ISBN 2-251-00453-X)

### Études savantes
- (en) Ruth Webb, Ekphrasis, Imagination and Persuasion in Ancient Rhetorical Theory and Practice, Farnham/Burlington, Ashgate, 2009.